# WWF Hasbro Action Figures
Le WWF Hasbro Action Figures sono una linea di giocattoli basata sui wrestler della World Wrestling Federation. Furono prodotti dalla casa statunitense produttrice di giocattoli Hasbro dal 1990 al 1994. Le action figures erano fatte in plastica ed ogni personaggio aveva la sua mossa caratteristica con un proprio nome. Molto popolari anche in Italia durante i primi anni novanta, all'epoca i collezionisti criticarono l'aspetto troppo da "cartone animato" dei personaggi. La Hasbro acquistò i diritti sulla riproduzione dei personaggi WWF dalla LJN Toys, che in precedenza aveva prodotto la serie di giocattoli "Wrestling Superstars".
Con il passare del tempo, le action figures sono diventate oggetto di collezionismo da parte degli appassionati, e raggiungono anche quotazioni di mercato considerevoli per un giocattolo, se conservate nella loro confezione originale. Alcuni esempi di personaggi "rari" sono le serie successive al 1992, mai arrivate in Italia, e poi Dusty Rhodes, Brutus Beefcake numero 2, Ultimate Warrior numero 3, e l'incredibilmente raro Kamala con una mezzaluna dipinta sulla pancia. Le action figures più costose e ricercate dai collezionisti restano comunque quelle con la confezione originale USA, e non le versioni adattate per i vari Paesi dove furono distribuite.
In Italia le action figures furono importate dal GiG sull'onda del successo che il wrestling stava riscuotendo in televisione sulle reti Fininvest.
Nel 2017 la Mattel ha lanciato sul mercato la linea di prodotti "WWE Retro", ispirata alla serie WWF Hasbro degli anni novanta. Dal 2017 al 2019 sono state prodotte dieci serie che alternano leggende del passato e wrestler attuali.

## Collezione completa

### Serie 1 - 1990
- Hulk Hogan con Gorilla Press Slam!
- Ultimate Warrior con Ultimate Smash! (costume verde)
- André the Giant con Giant Jolt!
- Demolition Ax con Ax Attack!
- Demolition Smash con Demolition Smasher!
- Ravishing Rick Rude con Rude Awakening Headlock!
- Randy "Macho Man" Savage con Elbow Smash!
- Akeem con Body Slam!
- The Big Bossman con Hard Time Slam! (con accessorio manganello) (versione "grassa")
- Ted DiBiase con Million Dollar Punch!  (Vestito nero; con cintura Million Dollar Belt)
- Jake "The Snake" Roberts con Python Punch! (con il serpente Damian)
- Brutus "The Barber" Beefcake con Sleeper Hold! (con accessorio forbici con il manico rosso) (costume viola)

### Serie 2 - 1991
- Hulk Hogan con Hulkster Hug!
- Ultimate Warrior con Ultimate Slam! (costume bianco)
- The Honky Tonk Man con Rattle and Roll! (con accessorio chitarra)
- Dusty Rhodes con Dust Buster!
- Rowdy Roddy Piper con Piper Punch!
- Jimmy Snuka con Superfly Slam!
- "Macho King" Randy Savage con Macho Masher! (con scettro e corona rimovibili) ("Macho King" scritto dietro il costume)
- Hacksaw Jim Duggan con Hack Attack! (con accessorio spranga di legno 2x4)
- Ted DiBiase con Million Dollar Stomp! (Vestito verde; con cintura Million Dollar Belt)

Tag Team
- The Bushwhackers: Butch con Down and Out Blaster! e Luke con Down Under Pounder!
- The Rockers: Marty Jannetty con Rocker Dropper! e Shawn Michaels con Rocker Shocker!
- Demolition: Smash con Demolition Smasher! e Crush con Crush Cruncher!  (con accessori elmetti rimovibili)

### Serie 3 - 1992
- Hulk Hogan con Hulkaplex!
- Ultimate Warrior con Warrior Wham! (costume viola)
- Brutus "The Barber" Beefcake con Beefcake Flattop! (con accessorio forbici con il manico nero) (costume zebrato)
- Greg "The Hammer" Valentine con Hammer Slammer!
- Earthquake con Aftershock!
- Typhoon con Tidal Wave!
- Sgt. Slaughter con Sgt's Salute!
- "Macho Man" Randy Savage con Macho Masher! (identico a quello della Serie 2 ma senza scettro e corona, "Macho Man" scritto dietro il costume)
- Mr. Perfect con Perfect Plex! (costume giallo)
- Koko B. Ware con Birdman Bounce!  (con pappagallo Frankie)
- Texas Tornado con Texas Twister!
- Big Bossman con Jailhouse Jam!  (con manganello) (magro e senza occhiali scuri)

### Serie 4 - 1992
(Ultima serie importata in Italia)
- The Undertaker con Tombstone Tackle! (barba e capelli rossi)
- Ricky Steamboat con Steamboat Springer!
- Bret "Hitman" Hart con Hart Attack! (versione con occhiali da sole rosa)
- Bret "Hitman" Hart con Hart Attack! (versione con cuore viola sul costume e occhiali da sole neon)
- The British Bulldog con Bulldog Bash!

Tag Team
- The Legion of Doom: Hawk con Hawk Attack! e Animal con Dooms-Dayer!
- The Nasty Boys: Brian Knobbs con Nasticizer! e Jerry Sags con Punk Pounder!

### Serie 5 - 1993
- Hulk Hogan con Hulkster Slam! (senza maglietta)
- "Macho Man" Randy Savage con Savage Slam! (costume con le frange e cappello da cowboy)
- Jim "The Anvil" Neidhart con Anvil Flattener!
- Sid Justice con Power Bomb!
- Skinner con Gator Breaker!
- The Mountie con Mountie Mash! (con accessorio manganello elettrico)
- "The Model" Rick Martel con Arrogance Splash!
- Virgil con Bodyguard Bash!
- Warlord con Warlord Wham!
- Irwin R. Schyster con Write Off Slam!

### Serie 6 - 1993
(Ultima serie ad essere prodotta con la classica confezione azzurra)

- Ric Flair con Flair Snare!
- Papa Shango con Spell Binder! (con accessorio collana di ossa)
- El Matador con Bullseye Bash!
- Repo Man con Robber Clobber!
- Tatanka con Tomahawk Tackle!
- The Berzerker con Berzerker Blast! (con vestito e cintura rimovibili)

WWF Magazine Mail Away Exclusives
- Hulk Hogan (con maglietta Hulkamania rossa)
- The Undertaker (con cappotto nero, barba e capelli chiari, occhi truccati)
- Bret "Hitman" Hart  (con cuore viola sul costume)

### Serie 7 - 1993
- Kamala con Kamala Krush! (con stella dipinta sulla pancia)
- Owen Hart con Rocket Blast!
- Crush con Kona Crusher!
- Nailz con Jailhouse Jab!
- Razor Ramon con Razor Rage! (costume rosso, con accessorio collana d'oro)
- Shawn Michaels con Conceited Crunch! (costume bianco, HBK)

### Serie 8 - 1994
- Bam Bam Bigelow con Bam Bam Slam!
- Yokozuna con Sumo Smash! (costume rosso e nero)
- Lex Luger con Narcissistic Knockout!
- Mr. Perfect con Perfect Plex! (costume azzurro)
- Bret "Hitman" Hart con Hart Attack! (pelle abbronzata, costume rosa e pantaloni neri)
- The Undertaker con Tombstone Tackle! (con accessorio cappotto nero, barba e capelli scuri, niente trucco sugli occhi)

### Serie 9 - 1994
- Rick Steiner (Steiner Brothers) con Steiner Slam!
- Scott Steiner (Steiner Brothers) con Steiner Suplex!
- Doink the Clown con Big Top Clobber!
- Tatanka con Tomahawk Tackle! (identico alla precedente versione della Serie 6)
- Ted DiBiase con Million Dollar Mash! (in tenuta da wrestler, niente vestito)
- Hacksaw Jim Duggan con Hacksaw Slam! (con accessorio bandiera U.S.A.)

### Serie 10 - 1994
- Giant González con Giant Jab!
- Marty Jannetty con Jannetty Jam! (versione non Rocker)
- Samu (Headshrinkers) con Samu Shocker!
- Fatu (Headshrinkers) con Fatu Flattener!
- Bushwhacker Luke con Down and Out Blaster! (con accessorio cappello rimovibile)
- Bushwhacker Butch con Down Under Pounder! (con accessorio cappello rimovibile)
- Shawn Michaels con Conceited Crunch! (costume bianco, HBK, identico alla precedente versione della Serie 7)
- Shawn Michaels con Conceited Crunch! (costume nero e argento)
- Razor Ramon con Razor Rage! (costume rosso, con accessorio collana d'oro, identico alla precedente versione della Serie 7)
- Razor Ramon con Razor Rage! (costume viola, con accessorio collana d'oro)

### Serie 11 - 1994
- Ludvig Borga con Finland Finisher!
- Yokozuna con Sumo Smash! (costume bianco e nero)
- Crush con Kona Crusher! (con faccia dipinta) (versione heel)
- 1-2-3 Kid con 1-2-3 Punch!
- Adam Bomb con Nuclear Knockout!
- Billy Gunn con Cowboy Clobber!
- Bart Gunn con Rodeo Roundhouse!

### Accessori

#### Ring
- Ring azzurro con logo WWF e con sostegni blu dalla cima quadrata
- Ring azzurro con logo WWF e con sostegni blu dalla cima tonda
- Ring azzurro con logo WWF e con sostegni neri dalla cima quadrata
- Ring azzurro con logo WWF e con sostegni neri dalla cima tonda
- Ring giallo con logo King of the Ring

### Mini Wrestlers
- Legion of Doom, Earthquake, & Typhoon 4 Pack
- Brutus Beefcake, Greg Valentine, & The Bushwhackers 4 Pack
- Mr. Perfect, Hacksaw Duggan, Roddy Piper, & Texas Tornado 4 pack
- Mini Royal Rumble Ring con sei wrestler (Hulk Hogan, Sgt. Slaughter, Randy Savage, Ted DiBiase, Jake "The Snake" Roberts e Big Boss Man)

### Maxi Wrestlers
- Talking Hulk Hogan - parlante
- Talking Ultimate Warrior - parlante

## Prototipi non realizzati e rarità
Esistono diversi prototipi di action figures Hasbro che all'epoca furono annunciate ma che, in effetti, non vennero mai commercializzate ufficialmente, e che sono diventate negli anni oggetto di discussioni tra i collezionisti. In una pagina pubblicitaria apparsa sulla rivista WWF Magazine del marzo 1991, sono mostrate le action figures della serie tag team dei Demolition, dei Bushwhackers, dei Rockers, e dei Rhythm and Blues. I Rhythm and Blues non uscirono mai sul mercato, anche se le action figure singole di Honky Tonk Man e Greg "The Hammer" Valentine trovarono posto nella serie regolare dedicata ai wrestler singoli. Honky Tonk Man, venne commercializzato nella Serie 2, mentre il pupazzetto di Valentine nella Serie 3. La particolarità risiede nel fatto che mentre Honky Tonk Man venne venduto proprio come appariva nella pubblicità, Valentine invece, non fu prodotto con l'aspetto da membro dei Rhythm and Blues, e ciòè con i capelli neri, giacca bianca con le note musicali, stivali bianchi, e costume nero, ma con l'aspetto classico di quando combatteva in singolo, capelli biondi, senza giacca, costume nero e stivali gialli. Non è ben chiaro il motivo per il quale l'action figure non venne commercializzata, ma si presume che sia stato perché la coppia dei Rhythm and Blues si sciolse pochi mesi dopo che la pubblicità fu stampata. Questa versione "Rhythm and Blues" dell'action figure di Greg Valentine nel corso dei decenni è diventata una sorta di Santo Graal tra i collezionisti proprio a causa della sua misteriosa cancellazione e rarità. Nel 2013 fu messo all'asta su eBay il prototipo originale, trovato in soffitta da un ex dipendente della Hasbro, e venduto per la cifra di 13,400 dollari. Il collezionista Matt Cera acquistò l'oggetto dietro segnalazione del wrestler WWE Zack Ryder, altro grande collezionista di action figures di wrestling.
Altri prototipi mai realizzati apparsi nelle varie pubblicità includono anche Brutus "The Barber" Beefcake con il costume rosso e giallo indossato nei Mega Maniacs a WrestleMania IX che avrebbe dovuto far parte della Serie 9. Si crede che il pupazzo sia stato poi sostituito all'ultimo minuto da quello di Tatanka (identico a quello prodotto nella Serie 6), poiché Beefcake aveva lasciato la WWF. Randy Savage della Serie 1, apparve nel catalogo J.C. Penney del 1991, con il costume verde anziché arancione come quello prodotto. Uno dei casi più eclatanti è poi quello di Kamala, apparso in qualche foto pubblicitaria con una mezzaluna dipinta sullo stomaco al posto della stella abituale. Sembra che questa versione preliminare sia stata effettivamente commercializzata ma ritirata subito dopo, rendendo il pupazzetto molto ambito tra i collezionisti. Inoltre l'Ultimate Warrior presente nella Serie 3 doveva avere la pittura facciale solo gialla e bianca invece di quella gialla, viola, e bianca realizzata, e Texas Tornado doveva avere degli inserti bianchi e rossi sul costume, ma venne prodotto con il costume di colore solo rosso senza inserti.
Prima che la WWF cancellasse l'accordo con la Hasbro, era stata programmata la produzione della Serie 12 che sarebbe dovuta uscire in confenzioni con cartoncino arancione. Alcune foto dei prototipi scolpiti delle teste di alcune action figures sono apparse in rete in tempi recenti. La serie avrebbe dovuto includere i seguenti wrestler: Lex Luger (costume USA), Mo & Mabel dei Men on a Mission, Jeff Jarrett, Bastion Booger (per il quale sarebbe stato riciclato il corpo di Earthquake), una ripittura del primo Doink e Diesel.
Infine, nonostante le molte voci circolanti su internet e tra i collezionisti, non esiste una action figure di Dusty Rhodes realizzata con gli stivali gialli anziché bianchi. L'equivoco è stato generato dal fatto che la plastica esposta al sole, invecchiandosi tende ad ingiallirsi, e quindi i normali stivali bianchi con i ricami in giallo sembrano interamente gialli.

## Curiosità
- Alcune delle action figures in fase di lavorazione, non videro mai effettivamente la luce. Inizialmente, era previsto il personaggio di Tugboat ma venne improvvisamente cancellato. Non è ben chiaro cosa abbia causato la cancellazione di Tugboat nello specifico, ma al suo posto venne fatto uscire il personaggio di Typhoon, per il quale venne riciclato il corpo di Earthquake.[10]
- Anche il tag team dei Beverly Brothers era in programma ma i personaggi non furono mai realizzati. Le controparti reali furono fotografate, ma non sorpassarono mai lo status di bozza. Stranamente i Beverly Brothers (Mike Enos & Wayne Bloom) non ebbero mai delle action figures che li ritraevano, nonostante il fatto di essere sotto contratto con federazioni di wrestling che all'epoca producevano giocattoli, come l'AWA con la Remco, la WWF con la Hasbro e la WCW con la San Francisco Toy Makers.[10]
- Nel progetto iniziale, l'action figure di The Undertaker avrebbe dovuto comprendere anche un accessorio in plastica che riproducesse la sua caratteristica urna cineraria, e la mano sinistra del pupazzetto venne scolpita appositamente per poterla maneggiare. Tuttavia, l'urna non venne mai inclusa, molto probabilmente su ordine della stessa Hasbro per non urtare la suscettibilità di qualche genitore.[10]
- Originariamente Jim Neidhart sarebbe dovuto uscire in versione Hart Foundation, venduto in coppia con Bret Hart nella serie Tag Team che aveva già compreso altre famose coppie di lottatori dell'epoca come Legion of Doom, Bushwhackers, Nasty Boys, e Demolition. Ancora una volta il progetto venne cancellato e l'action figure di Neidhart venne prodotta in versione New Foundation e venduta singolarmente.[10]